# العلاقات الكويتية اليمنية
العلاقات الكويتية اليمنية هي العلاقات الثنائية التي تجمع بين الكويت واليمن.

## مقارنة بين البلدين
هذه مقارنة عامة ومرجعية للدولتين:
| وجه المقارنة                                              | الكويت        | اليمن                   |
| --------------------------------------------------------- | ------------- | ----------------------- |
| المساحة (كم2)                                             | 17.82 ألف     | 555.00 ألف              |
| عدد السكان (نسمة)                                         | 4.14 مليون    | 28.25 مليون             |
| الكثافة السكانية (ن./كم²)                                 | 232.32        | 50.9                    |
| العاصمة                                                   | مدينة الكويت  | صنعاء عدن (عاصمة مؤقتة) |
| اللغة الرسمية                                             | اللغة العربية | اللغة العربية           |
| العملة                                                    | دينار كويتي   | ريال يمني               |
| الناتج المحلي الإجمالي (بليون دولار)                      | 120.13 مليار  | 18.21 مليار             |
| الناتج المحلي الإجمالي (تعادل القوة الشرائية) بليون دولار | 290.53 مليار  | 75.69 مليار             |
| الناتج المحلي الإجمالي الاسمي للفرد دولار أمريكي          | 29.30 ألف     | 1.41 ألف                |
| الناتج المحلي الإجمالي للفرد دولار أمريكي                 | 73.25 ألف     |                         |
| مؤشر التنمية البشرية                                      | 0.816         | 0.498                   |
| رمز المكالمات الدولي                                      | +965          | +967                    |
| رمز الإنترنت                                              | .kw           | .ye                     |
| المنطقة الزمنية                                           | ت ع م+03:00   | ت ع م+03:00             |

## منظمات دولية مشتركة
يشترك البلدان في عضوية مجموعة من المنظمات الدولية، منها:
| علم المنظمة | اسم المنظمة                                 | تاريخ انضمام الكويت | تاريخ انضمام اليمن |
| ----------- | ------------------------------------------- | ------------------- | ------------------ |
|             | مؤسسة التنمية الدولية                       | 13 سبتمبر 1962      | 22 مايو 1970       |
|             | الأمم المتحدة                               | 14 مايو 1963        | 30 سبتمبر 1947     |
|             | منظمة التعاون الإسلامي                      | ?                   | ?                  |
|             | منظمة الشرطة الجنائية الدولية               | ?                   | ?                  |
|             | المركز الدولي لتسوية المنازعات الاستشارية   | 4 مارس 1979         | 20 نوفمبر 2004     |
|             | الاتحاد الدولي للاتصالات                    | 14 أغسطس 1959       | 1931               |
|             | البنك الدولي للإنشاء والتعمير               | 13 سبتمبر 1962      | 3 أكتوبر 1969      |
|             | الصندوق العربي للإنماء الاقتصادي والاجتماعي | ?                   | ?                  |
|             | الاتحاد البريدي العالمي                     | ?                   | ?                  |
|             | منظمة حظر الأسلحة الكيميائية                | ?                   | ?                  |
|             | مؤسسة التمويل الدولية                       | 13 سبتمبر 1962      | 22 مايو 1970       |
|             | وكالة ضمان الاستثمار متعدد الأطراف          | 12 أبريل 1988       | 12 مارس 1996       |
|             | صندوق النقد العربي                          | ?                   | ?                  |
|             | جامعة الدول العربية                         | 20 يوليو 1961       | 5 مايو 1945        |
|             | يونسكو                                      | 18 نوفمبر 1960      | 2 أبريل 1962       |

## أعلام
هذه قائمة لبعض الشخصيات التي تربطها علاقات بالبلدين:

## وصلات خارجية
- موقع وزارة الخارجية الكويتية